# Hylaeus multigibbosus
Hylaeus multigibbosus är en biart som beskrevs av Michener 1965. Hylaeus multigibbosus ingår i släktet citronbin, och familjen korttungebin. Inga underarter finns listade i Catalogue of Life.